# Skedställningen

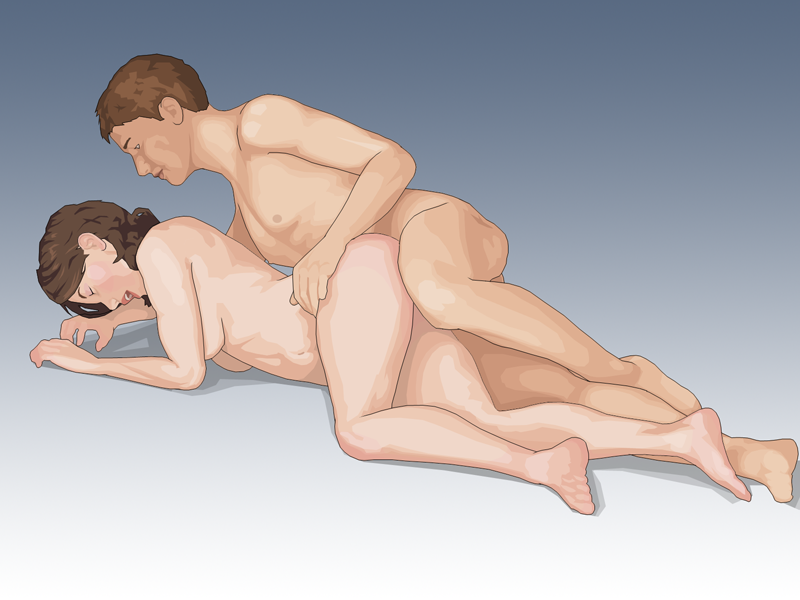
Illustration föreställande skedställningen.

Skedställningen, eller 99:an, är en samlagsställning där personerna ligger sked, det vill säga på sidan, med den ena bakom den andre. Den part som penetrerar har sitt ansikte vänt mot den andras nacke och kommer in med penisen i vaginan eller anus bakifrån. Namnet kommer av att kropparna formas som två skedar som ligger med skoporna i varandra.
Denna samlagsställning medför mycket kroppskontakt och ger den penetrerande parten stora möjligheter att smeka den andre liksom att under samlagets gång stimulera partnerns klitoris, bröst eller penis. Skedställningen möjliggör även sexuell närhet och kontakt utan penetrerande sex. Samtidigt har skedställningen visat sig vara en sexställning som är mer belastande för ländryggen än flera andra enligt en amerikansk studie 2014.